# Walter Hernández
Walter Antonio Hernández (Cmte. Nicanor Otamendi, Buenos Aires, Argentina; 21 de agosto de 1965) es un piloto de automovilismo argentino de gran trayectoria a nivel local, que actualmente compite en TCR South America. En 2000 obtuvo el Premio Konex - Diploma al Mérito.

## Trayectoria
Campeón de Turismo Carretera en 1993 con Ford Falcon, Hernández fue uno de los campeones más jóvenes de la categoría al alzarse con el título a los 28 años. En 1995, fue convocado por Volkswagen para formar equipo con Guillermo Maldonado en la escudería oficial Volkswagen YPF Motorsport de TC 2000, en la cual se desempeñó hasta el año 2000. Se consagró subcampeón de la categoría en 1997 luego de una definición polémica al ser descalificado por no acatar una orden del comisariato deportivo en boxes.
En el año 2001, el conflicto entre la CDA del ACA y la ACTC favoreció el traspaso de Hernández a la escudería oficial Ford donde fue compañero del tricampeón Gabriel Ponce de León. En el año 2002 anunció su regreso al TC, a bordo de un Ford Falcon. En los años 2001 y 2003 se consagró subcampeón de TC 2000, siempre detrás de su compañero Ponce de León. En 2004 abandonó el Ford YPF Berta Motorsport de TC 2000 y se retiró también del TC, pero no así de la actividad automovilística.
En el año 2005, fue invitado por Esteban Tuero para correr los 200 km de Buenos Aires, a bordo de un Volkswagen Polo. La misma invitación la recibió en los años siguientes.
En 2006 formó dupla para los 200 km con Lucas Armellini a bordo de un Chevrolet Astra del DTA Team y en 2007 formó dupla con el campeón de la categoría, Matías Rossi, a bordo del Chevrolet Astra del equipo oficial Chevrolet, arribando a la tercera colocación de esa carrera. De esa manera fue el único piloto en correr con los equipos oficiales de tres de las marcas más populares: Volkswagen, Ford y Chevrolet.
En el año 2009, Hernández inició una nueva etapa en su trayectoria deportiva, al ser contratado por Oreste Berta (hijo) para desempeñar el cargo de director deportivo del Ford YPF Berta Motorsport, cuyos pilotos actuales son Gabriel Ponce de León y Martín Basso, atendiendo los modelos Ford Focus de primera generación, con motor Berta TC 2000.

## Vida personal
En paralelo a su actividad en el automovilismo, se desempeña al frente de su empresa familiar, que se desarrolla en torno al cultivo y la cosecha de papas.

## Resumen de carrera
| Temporada | Categoría                 | Equipo                                             | Carreras     | Victorias    | Poles        | VR           | Podios       | Puntos       | Pos.         |
| --------- | ------------------------- | -------------------------------------------------- | ------------ | ------------ | ------------ | ------------ | ------------ | ------------ | ------------ |
| 1989      | Fórmula Renault Argentina | Walter Nicanor Otamendi                            | s/d          | 0            | 0            | 0            | 0            | 3            | 30.º         |
| 1990      | Fórmula Renault Argentina | Walter Nicanor Otamendi                            | 12           | 2            | 0            | 2            | 5            | 87           | 4.º          |
| 1991      | Fórmula Renault Argentina | Walter Nicanor Otamendi                            | s/d          | 1            | 0            | 0            | 4            | 64           | 8.º          |
| 1992      | Turismo Carretera         | Justo José Izaguirre Satriano Competición Di Fonzo | 4            | 0            | 0            | 0            | 0            | 23,5         | 37.º         |
| 1993      | Turismo Carretera         | Trepat Competición                                 | 15           | 2            | 1            | 1            | 8            | 226,5        | 1.º          |
| 1994      | Turismo Carretera         | Trepat Competición                                 | 13           | 4            | 3            | 3            | 7            | 213          | 3.º          |
| 1995      | Turismo Competición 2000  | Volkswagen YPF Motorsport                          | 14           | 0            | 0            | 0            | 0            | 27           | 13.º         |
| 1996      | Turismo Carretera         | Equipo Vermen                                      | 7            | 0            | 1            | 2            | 2            | 72           | 20.º         |
| 1996      | Turismo Competición 2000  | YPF Volkswagen                                     | 12           | 0            | 0            | 2            | 1            | 34           | 10.º         |
| 1997      | Turismo Competición 2000  | YPF VW Motorsport                                  | 28           | 5            | 3            | 4            | 15           | 313          | 2.º          |
| 1998      | Turismo Competición 2000  | Elaion VW Motorsport                               | 27           | 1            | 0            | 0            | 5            | 132          | 8.º          |
| 1999      | Turismo Competición 2000  | Elaion VW Motorsport                               | 28           | 3            | 2            | 3            | 10           | 221          | 3.º          |
| 2000      | Turismo Competición 2000  | VW Elaion                                          | 13           | 1            | 0            | 1            | 3            | 81           | 4.º          |
| 2001      | Turismo Competición 2000  | Ford YPF                                           | 14           | 5            | 2            | 5            | 6            | 131          | 2.º          |
| 2002      | Turismo Carretera         | Avellaneda Motorsport                              | 9            | 0            | 0            | 0            | 0            | 20,5         | 22.º         |
| 2002      | Turismo Competición 2000  | YPF Ford                                           | 14           | 0            | 0            | 1            | 3            | 84           | 4.º          |
| 2003      | Turismo Carretera         | Avellaneda Motorsport                              | 15           | 0            | 0            | 0            | 1            | 75,5         | 21.º         |
| 2003      | Turismo Competición 2000  | Ford YPF                                           | 14           | 1            | 0            | 1            | 3            | 84           | 2.º          |
| 2004      | Turismo Carretera         | Equipo Mar y Sierras                               | 16           | 0            | 0            | 0            | 2            | 139,5        | 8.º          |
| 2005      | Turismo Competición 2000  | AVS Motorsport                                     | 1            | 0            | 0            | 0            | 0            | -            | -            |
| 2006      | Turismo Competición 2000  | DTA                                                | 1            | 0            | 0            | 0            | 0            | -            | -            |
| 2007      | Turismo Competición 2000  | Chevrolet Elaion                                   | 1            | 0            | 0            | 0            | 1            | -            | -            |
| 2008      | Turismo Competición 2000  | Ford YPF                                           | 1            | 0            | 0            | 0            | 0            | -            | -            |
| 2008      | Top Race V6               | Avellaneda Motorsport                              | 1            | 0            | 0            | 0            | 0            | 4            | 45.º         |
| 2022      | TCR South America         | Scuderia Chiarelli                                 | 2            | 0            | 0            | 0            | 0            | 24           | 39.º         |
| 2023      | TCR South America         | PMO Motorsport                                     | Disputándose | Disputándose | Disputándose | Disputándose | Disputándose | Disputándose | Disputándose |
| Fuente:   |                           |                                                    |              |              |              |              |              |              |              |

## Resultados

### Turismo Competición 2000
| Año  | Equipo               | Auto               | 1       | 2     | 3     | 4      | 5     | 6    | 7       | 8     | 9      | 10     | 11     | 12    | 13    | 14     | 15      | 16     | 17    | 18    | 19     | 20     | 21     | 22     | 23    | 24    | 25    | 26    | 27     | 28     | Res. | Puntos |
| ---- | -------------------- | ------------------ | ------- | ----- | ----- | ------ | ----- | ---- | ------- | ----- | ------ | ------ | ------ | ----- | ----- | ------ | ------- | ------ | ----- | ----- | ------ | ------ | ------ | ------ | ----- | ----- | ----- | ----- | ------ | ------ | ---- | ------ |
| 1997 |                      |                    | RAF I   | RAF I | RC I  | RC I   | POS   | POS  | SJU I   | SJU I | PAR    | PAR    | GR     | GR    | BB I  | BB I   | SJU II  | SJU II | RC II | RC II | NDJ    | NDJ    | MZA    | MZA    | BB II | BB II | TRE   | TRE   | RAF II | RAF II | 2°   | 313    |
| 1997 | YPF VW Motorsport    | Volkswagen Polo    | 1       | 4     | 1     | 3      | 1     | 3    | Ret     | 2     | Ex.    | 2      | 1      | 4     | 1     | 11     | 22 (17) | 4      | 5     | 3     | 2      | 2      | 3      | 3      | 4     | 2     | 4     | 5     | Ex.    | 4 (3)  | 2°   | 313    |
| 1998 |                      |                    | AG I    | AG I  | MDP I | MDP I  | RC I  | RC I | SJU I   | SJU I | OLA    | OLA    | GR     | GR    | PAR I | PAR I  | BA      | BA     | BB    | BB    | SJU II | SJU II | MDP II | MDP II | RC II | RC II | AG II | AG II | PAR II | PAR II | 8°   | 132    |
| 1998 | Elaion VW Motorsport | Volkswagen Polo    | 15 (10) | 8 (7) | 3     | 13 (9) | 6     | 3    | 14 (10) | 4     | 3      | 4      | 8      | 9 (8) | 1     | Ret    | 6       | 11     | 11    | 8     | 20†    | 9      | 2      | 8      | 10    | 6     | 17    | 16    | Ret    | NL     | 8°   | 132    |
| 1999 |                      |                    | AG I    | AG I  | MDP   | MDP    | POS   | POS  | OLA     | OLA   | RC     | RC     | BA I   | BA I  | BB    | BB     | TRE     | TRE    | AG II | AG II | GR     | GR     | RAF    | RAF    | PAR   | PAR   | SJO   | SJO   | BA II  | BA II  | 3°   | 221    |
| 1999 | Elaion VW Motorsport | Volkswagen Polo    | 2       | 2     | 9     | 5      | 5     | Ret  | 8       | 2     | 3      | Ret    | 5      | 6     | 2     | 1      | 8       | 9      | 2     | 8     | 12     | Ret    | 1      | 1      | 2     | 19†   | Ret   | Ret   | 4      | 6      | 3°   | 221    |
| 2000 |                      |                    | RC I    | TRE   | AG    | SJU I  | PAR I | OBE  | BB      | RAF   | BA I   | SJO    | SJU II | RC II | BA II | PAR II |         |        |       |       |        |        |        |        |       |       |       |       |        |        | 4°   | 81     |
| 2000 | VW Elaion            | Volkswagen Polo    | 1       | 7     | 4     | 6      | 2     | 19   | 13      | 14†   | 6      | 11     | 12     | 5     | 3     | NL     |         |        |       |       |        |        |        |        |       |       |       |       |        |        | 4°   | 81     |
| 2001 |                      |                    | RAF     | RC    | BB    | SJU I  | PAR   | BA I | OBE     | AG I  | SJO    | SJU II | MDA    | RES   | AG II | BA II  |         |        |       |       |        |        |        |        |       |       |       |       |        |        | 2°   | 131    |
| 2001 | Ford YPF             | Ford Escort VI     | 1       | 11    | 1     | 1      | 14†   | 1    | 6       | Ret   | 16†    | 17     | 4      | 3     | 16†   | 1      |         |        |       |       |        |        |        |        |       |       |       |       |        |        | 2°   | 131    |
| 2002 |                      |                    | GR      | RC    | SJU I | BB     | RES   | OBE  | AG      | SAL   | SJU II | PAR    | BA     | SRA   | PIG   | MDP    |         |        |       |       |        |        |        |        |       |       |       |       |        |        | 4°   | 84     |
| 2002 | YPF Ford             | Ford Focus I       | 4       | 4     | 11†   | Ret    | 6     | 3    | 5       | 16    | Ret    | 3      | 6      | 7     | 7     | 3      |         |        |       |       |        |        |        |        |       |       |       |       |        |        | 4°   | 84     |
| 2003 |                      |                    | SL I    | GR    | TRE   | SJU    | BB    | OBE  | RC      | SAL   | RES    | SR     | BA     | SL II | AG    | MDP    |         |        |       |       |        |        |        |        |       |       |       |       |        |        | 2°   | 110    |
| 2003 | Ford YPF             | Ford Focus I       | 4       | 4     | 2     | 5      | 5     | 5    | 10      | 20†   | 18†    | 5      | 3      | Ret   | 1     | 4      |         |        |       |       |        |        |        |        |       |       |       |       |        |        | 2°   | 110    |
| 2005 |                      |                    | BA I    | PAR   | VIE   | SJU    | OLA   | AG   | CUR     | OBE   | RAF    | SRA    | CON    | BA II | SL    | GR     |         |        |       |       |        |        |        |        |       |       |       |       |        |        | -    | -      |
| 2005 | AVS Motorsport       | Volkswagen Polo    |         |       |       |        |       |      |         |       |        |        |        | Ret   |       |        |         |        |       |       |        |        |        |        |       |       |       |       |        |        | -    | -      |
| 2006 |                      |                    | BA I    | OLA   | CR    | VIE    | SFE   | SJU  | SRA     | RES   | CUR    | SMM    | GR     | BA II | OBE   | PAR    |         |        |       |       |        |        |        |        |       |       |       |       |        |        | -    | -      |
| 2006 | DTA                  | Chevrolet Astra II |         |       |       |        |       |      |         |       |        |        |        | Ret   |       |        |         |        |       |       |        |        |        |        |       |       |       |       |        |        | -    | -      |
| 2007 |                      |                    | CR      | GR    | BB    | SMM    | SJU   | SP   | AG      | SFE   | SRA    | VIE    | BA     | OBE   | SL    | PDE    |         |        |       |       |        |        |        |        |       |       |       |       |        |        | -    | -      |
| 2007 | Chevrolet Elaion     | Chevrolet Astra II |         |       |       |        |       |      |         |       |        |        | 3      |       |       |        |         |        |       |       |        |        |        |        |       |       |       |       |        |        | -    | -      |
| 2008 |                      |                    | PAR     | SAL   | GR    | SFE    | SJU   | RES  | AG      | BA    | OBE    | TRH    | VIE    | SMM   | PDF   | PDE    |         |        |       |       |        |        |        |        |       |       |       |       |        |        | -    | -      |
| 2008 | Ford YPF             | Ford Focus I       |         |       |       |        |       |      |         | 12    |        |        |        |       |       |        |         |        |       |       |        |        |        |        |       |       |       |       |        |        | -    | -      |

### TCR South America
| Año  | Equipo             | Auto                         | 1   | 2   | 3   | 4   | 5   | 6   | 7   | 8   | 9   | 10  | 11  | 12  | 13  | 14  | 15  | 16  | 17  | 18  | Pos. | Pts. |
| ---- | ------------------ | ---------------------------- | --- | --- | --- | --- | --- | --- | --- | --- | --- | --- | --- | --- | --- | --- | --- | --- | --- | --- | ---- | ---- |
| 2022 |                    |                              | VEL | VEL | INT | GOI | GOI | RIV | RIV | EPI | EPI | TRH | BA  | BA  | VIL | VIL |     |     |     |     | 39.º | 24   |
| 2022 | Milanese Sport     | Honda Civic Type-R TCR (FK7) |     |     |     |     |     |     |     |     |     |     | WD  | WD  |     |     |     |     |     |     | 39.º | 24   |
| 2022 | Scuderia Chiarelli | Hyundai Elantra N TCR        |     |     |     |     |     |     |     |     |     |     |     |     | 12  | 8   |     |     |     |     | 39.º | 24   |
| 2023 |                    |                              | AG  | AG  | ROS | ROS | TRH | INT | RIV | RIV | EPI | EPI | LAP | LAP | VLP | VLP | VEL | VEL | CAS | CAS | 23°  | 53   |
| 2023 | PMO Motorsport     | Lynk & Co 03 TCR             | 7   | 1   |     |     |     |     |     |     |     |     |     |     |     |     |     |     |     |     | 23°  | 53   |